# Стрельба в Окленде (2023)
Утром 20 июля 2023 года в Окленде, Новая Зеландия, произошла массовая стрельба. Погибли трое человек, в том числе нападавший 24-летний мужчина. Отдельная, несвязанная со смертельным исходом стрельба также произошла 3 августа 2023 года две недели спустя в центральном деловом районе Окленда на той же улице.
Стрельба также получила большую огласку из-за того, что произошла за несколько часов до открытия чемпионата мира по футболу среди женщин.

## Инцидент
20 июля 2023 года  Мату Танги Матуа Рид вошел с помповым ружьём в здание One Queen Street в центральном деловом районе Окленда. 21-этажная постройка около Commercial Bay Shopping Centre была первоначально открыта в 1973 году и была частью проекта реновации Commercial Bay, в ней планировалось разместить офисы и гостиницу.  Рид работал на стройке, и считается, что стрельба была связана с его работой там. 
Рид прошел через здание и открыл огонь примерно в 7:20 утра по новозеландскому времени, застрелив двух коллег-строителей, ещё несколько человек получили ранения. Полиция прибыла в 7:34 утра, а отряд по борьбе с вооруженными преступниками прибыл через четыре минуты. Офицеры вошли в здание, когда Рид стрелял, и в конечном итоге обнаружили его на верхних этажах здания, где он забаррикадировался в шахте лифта. Рид выстрелил в полицию, попав в офицера, прежде чем полиция открыла ответный огонь. В результате стрельбы двое человек погибли, десять получили ранения, в том числе сотрудники полиции. Позже Рид был найден мертвым от выстрела из огнестрельного оружия, совершенного им самим. Это ещё одна крупная стрельба после стрельбы в мечетях в Крайстчерче в 2019 году. Происшествие вызвало волнение общественности по поводу роста преступности в Новой Зеландии.

## Преступник
С марта 2023 года Рид находился под домашним арестом за нападение, совершенное в 2020 году. Ранее он совершил и другие правонарушения в виде инцидента с домашним насилием в 2021 году, отбывая предыдущий приговор, за что получил пять месяцев домашнего ареста за нападение на женщину и умышленное нанесение ей телесных повреждений. Но полиция сделала исключение для него, чтобы он мог работать на стройке. Лицензии на огнестрельное оружие у Рида не было.По заявлению полицейского комиссара Эндрю Костера, неясно, откуда у него взялось оружие, так как Рид не имел на него разрешения и власти уже обыскивали его дом. Раньше Рида не считали опасным, несмотря на подозрения в домашнем насилии.

## Последствия

### Принятые меры
Близлежащая территория вокруг пересечения Квин стрит и Куэй стрит была оцеплена. Стрельба была отмечена как необычная для Новой Зеландии.
Премьер-министр Новой Зеландии Крис Хипкинс выступил с заявлением, что угрозы национальной безопасности нет и что уровень террористической угрозы в стране не изменится.
Auckland Transport , которая управляет паромным терминалом недалеко от места инцидента, а также поездами и автобусами, изначально не закрывала паромное сообщение, но перенаправила автобусы в сторону от близлежащей станции Бритомарт. 
21 июля руководитель службы скорой помощи Хато Хоне Сент-Джон Стюарт Кокберн подтвердил, что сотрудники службы экстренной помощи оказали помощь десяти пострадавшим, семеро из которых получили огнестрельные ранения. Серьёзные травмы получил один полицейский.

### Расследование
20 июля Хипкинс подтвердил, что полиция Новой Зеландии начнет полное расследование стрельбы, включая то, как стрелок Рид смог получить пистолет и были ли какие-либо тревожные сигналы. В тот же день Департамент исправительных учреждений начал расследование в отношении руководства по факту домашнего заключения Рида. К 23 июля тела двух жертв были идентифицированы как Соломона То'ото'о и Тупуга Сипилиано.

### Чемпионат мира по футболу среди женщин
Стрельба произошла в день церемонии открытия и первого матча женского чемпионата мира по футболу FIFA 2023, которые проходили в Окленде. Соревнование совместно принимали Австралия и Новая Зеландия. Церемония и матч между Новой Зеландией и Норвегией прошли по плану 20 июля в Eden Park, на месте проведения были усилены меры безопасности в качестве профилактической меры. Представитель Football Australia заявил, что стрельба никак не связана с чемпионатом мира. Фестиваль болельщиков FIFA был перенесён на следующий день 21 июля. Во время церемоний открытия в Окленде и Сиднее и перед каждым из матчей открытия объявлялись минуты молчания.